# مرجان قارچی
مرجان قارچی (نام علمی: Fungia) نام یک سرده از تیره مرجان‌های قارچی است.